# Боевой орёл
Боевой орёл (лат. Polemaetus bellicosus) — вид хищных птиц из семейства ястребиных (Accipitridae). Единственный представитель одноимённого рода Polemaetus. Подвидов не выделяют. Широко распространён в Африке к югу от Сахары.

## Внешние отличия

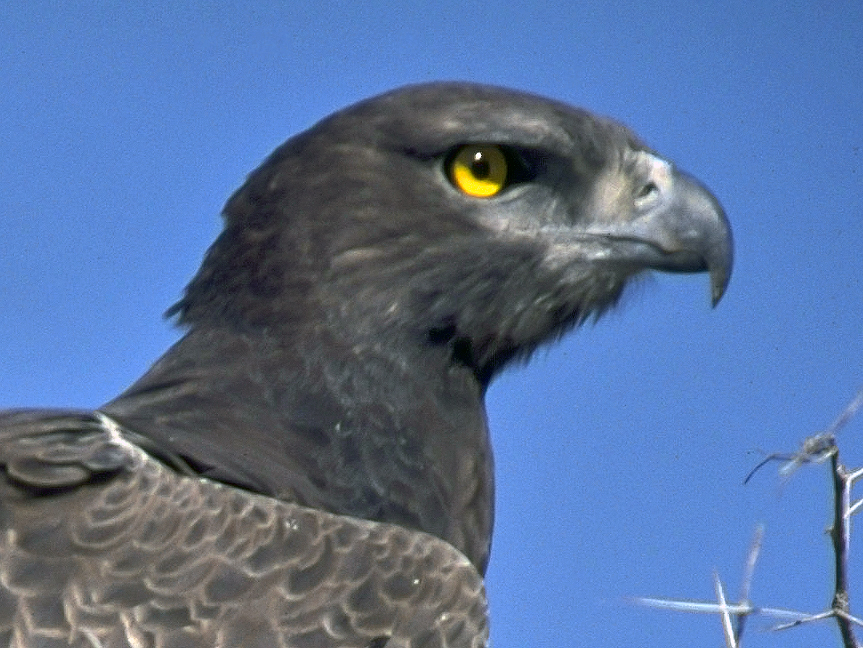
Голова боевого орла

Спина, шея и крылья окрашены в тёмно-коричневый цвет, в то время как живот белого цвета с коричневыми пятнами, которые у самок выражены ещё больше, чем у самцов. Глаза жёлтого цвета. Сидящий боевой орёл имеет вертикальную осанку, а голова находится примерно на одной линии с острыми когтями. На груди просматриваются мощные мускулы. Самки несколько крупнее и тяжелее самцов, величина которых составляет в среднем лишь 75 % величины самок. Длина тела от 78 до 96 см, размах крыльев от 188 до 227 см. Их масса пока мало изучена. 17 измеренных птиц неопределённого пола весили от 3,01 до 5,65 кг.

## Поведение
Пары боевых орлов владеют ареалами площадью более чем 1000 км². Пары гнездятся на расстоянии около 50 км друг от друга, что является самой низкой плотностью расселения среди всех птиц мира.

## Размножение

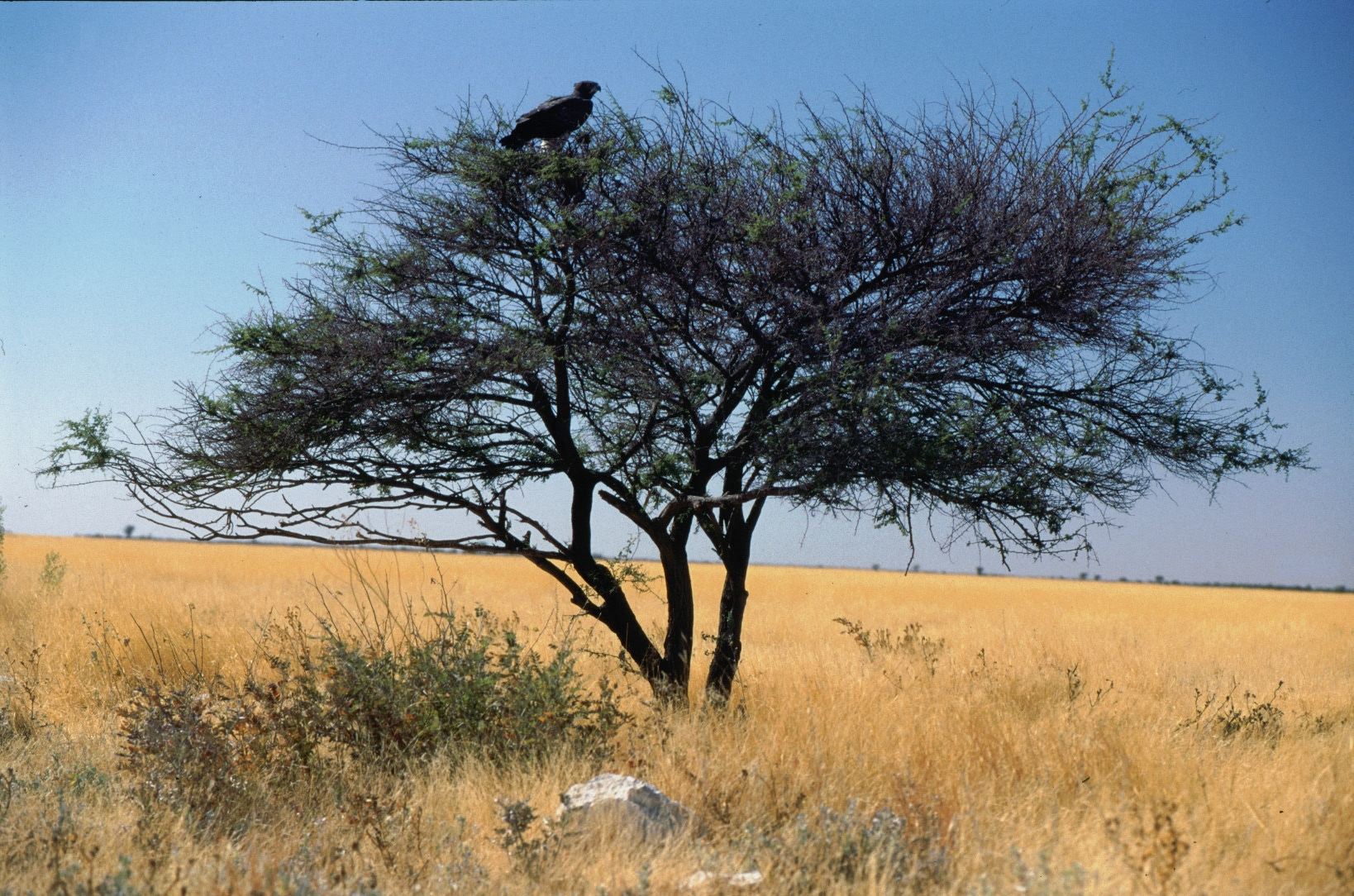
Боевой орёл на вершине дерева

Брачный период длится от ноября до июля и варьирует внутри этого промежутка времени в зависимости от географической широты. Самка сооружает гнездо почти в одиночку. Оно как правило находится в развилке ветвей или на плоской кроне дерева, насчитывая в диаметре до 2 м, а по высоте 1,5 м. По завершении постройки гнезда, самка откладывает одно бежевое с коричневыми вкраплениями яйцо, которое весит около 190 г. После насиживания, длящегося от 6 до 7 недель, из яйца вылупляется птенец. Спустя три с половиной месяца молодой орёл предпринимает первые попытки летать, однако ещё некоторое время остаётся вблизи родительского гнезда. В возрасте от шести до семи месяцев он наконец обретает взрослое оперение.

## Питание

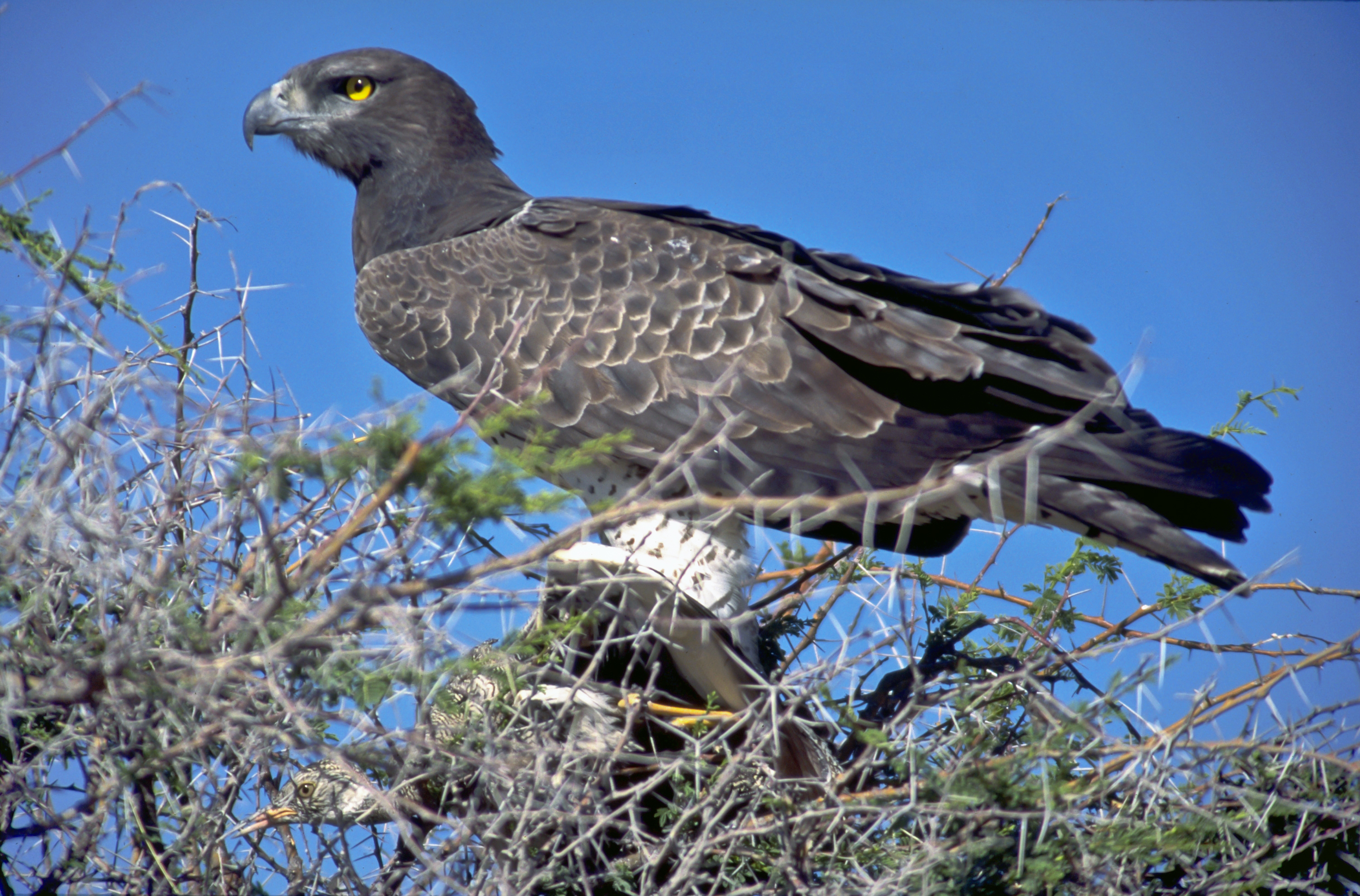
Боевой орёл с добычей

Боевые орлы охотятся главным образом на мелких и средних млекопитающих и птиц, к примеру курообразных, молодых импал, дукеров, змей, ящериц, даманов, варанов, сурикатов, сервалов, а также домашних животных, таких как собаки, козы и молодые овцы. Не брезгуют полакомиться и чужой добычей.

## Распространение и угрозы
Боевой орёл распространён по всей Африке к югу от Сахары и отсутствует только в лесных регионах на самом юге ЮАР. Несмотря на то, что его единственным врагом является человек, за последние годы наблюдается постоянное снижение численности боевого орла.
На него охотятся, как только он приближается к людским поселениям, так как многие фермеры боятся за своих животных.